# Rustam Inoyatov
 (octobre 2020).
Si vous disposez d'ouvrages ou d'articles de référence ou si vous connaissez des sites web de qualité traitant du thème abordé ici, merci de compléter l'article en donnant les références utiles à sa vérifiabilité et en les liant à la section « Notes et références ».
Rustam Rasulovich Inoyatov (en ouzbek : Rustam Rasulovich Inoyatov, en russe : Рустам Расулович Иноятов), né le 22 juin 1944 à Cherabad (province de Sourkhan-Daria, alors en République socialiste soviétique d'Ouzbékistan), est un colonel général ouzbek, chef du SNB, les services secrets ouzbeks, de 1995 à 2018.

## Biographie
Le père de Rustam Inoyatov, Rasul, est un colonel du KGB de la République socialiste soviétique d'Ouzbékistan.
En 1968, il est diplômé de l'université d'État de Tachkent en philologie persane.
Après l'université, il sert comme officier du KGB. Entre 1976 et 1981, il est présent en Afghanistan.
En 1995, le président Islom Karimov le nomme à la tête des services de renseignement ouzbeks. En janvier 2018, il quitte ce poste et est remplacé par le procureur général Ixtiyor Abdullayev.